# Liste der Kreisstraßen im Rhein-Erft-Kreis
Die Liste der Kreisstraßen im Rhein-Erft-Kreis ist eine Auflistung der Kreisstraßen im Rhein-Erft-Kreis, Nordrhein-Westfalen.

## Abkürzungen
- K: Kreisstraße
- L: Landesstraße

## Liste
Die Kreisstraßen behalten die ihnen zugewiesene Nummer innerhalb von Nordrhein-Westfalen auch bei einem Wechsel in einen anderen Kreis oder in eine kreisfreie Stadt. Nicht vorhandene bzw. nicht nachgewiesene Kreisstraßen werden in Kursivdruck gekennzeichnet, ebenso Straßen und Straßenabschnitte, die unabhängig vom Grund (Herabstufung zu einer Gemeindestraße oder Höherstufung) keine Kreisstraßen mehr sind.
Der Straßenverlauf wird in der Regel von Nord nach Süd und von West nach Ost angegeben.
| Nr.   | Verlauf |
| ----- | --- |
| K 1   | K 7 in Brühl-Süd – Schwadorf – Kreisgrenze – (K 1 im Rhein-Sieg-Kreis) |
| K 2   | Burbach – K 25 – L 183 – L 92 – Efferen – Kreisgrenze – (K 2 in Köln) |
| K 3   | K 25 in Gleuel – L 183 – Sielsdorf – Kreisgrenze am nördlichen Straßenrand – L 92 – Kreisgrenze – (K 3 in Köln) |
| K 4   | K 34 – Manheim – L 276 |
| K 5   | L 183 – Kreisgrenze – (K 5 in Köln) |
| K 6   | L 183 – Kreisgrenze – (K 6 in Köln) – Kreisgrenze – L 183 – K 8 – L 277 in Frechen |
| K 7   | L 183 in Vochem – L 194 – Brühl – L 184 – K 1 – L 183 in Brühl-Süd |
| K 8   | K 25 in Hücheln – K 6 |
| K 9   | (K 9 in Köln) – Kreisgrenze – Orr – K 10 – L 183 in Pulheim |
| K 10  | K 9 in Orr – Kreisgrenze – (K 10 in Köln) |
| K 10N | L 213 – L 183 |
| K 11  | L 361 in Quadrath-Ichendorf – L 163 – L 122 – K 19 |
| K 12  | K 30 in Berrendorf – Wüllenrath – K 34 |
| K 14  | in Kendenich – L 183 – Kalscheuren – Hermülheim – L 92 |
| K 15  | – Fischenich – Kreisgrenze – (K 15 in Köln) |
| K 16  | K 34 in Heppendorf – L 277 – 477n – K 39 |
| K 17  | L 122 in Kerpen – K 55 – |
| K 18  | (K 18 Rhein-Kreis Neuss) – (nicht befahrbar) – Kreisgrenze – (in Köln nicht befahrbar) – Kreisgrenze – Stommelerbusch – L 83                                                                                         |
| K 19  | K 37 in Bedburg – Blerichen – L 213 – Glesch – K 41 – Paffendorf – Zieverich – K 42 – Thorr – L 276 – Ahe – K 34 – K 11 – K 39N – L 277 in Sindorf                                                                   |
| K 20  | K 24 in Stommeln – L 93 |
| K 23  | L 495 in Mellerhöfe – Herrig – L 263 – Erp – |
| K 24  | L 213 – Kreisgrenze – (K 24 im Rhein-Kreis Neuss) – Kreisgrenze – K 20 – Stommeln – L 93 – Pulheim – L 183 – K 25 – K 9 – Kreisgrenze – (K 24 in Köln) – Kreisgrenze –                                               |
| K 25  | L 183 in Pulheim – Geyen – L 187 – L 213 – Brauweiler – L 91 – Königsdorf – L 361 – Buschbell – K 8 – Frechen – L 277 – Bachem – K 29 – Gleuel – K 3 – K 2 – Burbach – Alstädten – L 183 – Hürth – L 103 in Knapsack |
| K 27  | L 92 – Kreisgrenze in der Straßenmitte – Kreisgrenze – (K 27 in Köln) |
| K 29  | K 25 in Bachem – L 183 – Kreisgrenze – (K 29 in Köln) |
| K 30  | L 213 in Oberembt – Tollhausen – Esch – K 35 – Angelsdorf – K 38 – Elsdorf – K 43 – K 42 – K 33 – Giesendorf – Berrendorf – K 12 – K 33 –                                                                            |
| K 31  | (K 31 in Köln) – Kreisgrenze – Berzdorf – L 184 – Wesseling – K 60 – Keldenich – L 190 |
| K 32  | L 277 in Niederembt – K 38 – K 19 in Glesch |
| K 33  | vor Giesendorf – Giesendorf – K 30 – Berrendorf – K 12 – K 30 – Grouven – K 41 – – L 276 – K 19 – L 122 – K 34 in Quadrath-Ichendorf                                                                                 |
| K 34  | Tanneck – K 4 – K 12 – – Stammeln – Heppendorf – K 16 – L 277 – Ahe – K 19 – L 122 – Quadrath-Ichendorf – K 33 – L 361                                                                                               |
| K 35  | – K 30 in Esch |
| K 36  | L 277 in Kleintroisdorf – Pütz – L 279 – Königshoven (neu) – Morken-Harff (neu) – Kaster – L 279 – K 37 in Bedburg                                                                                                   |
| K 37  | (K 37 im Kreis Düren) – Kreisgrenze – L 277 – Kirchtroisdorf – Etgendorf – K 38 – Bedburg – K 36 – K 19 – L 361 |
| K 38  | K 37 – Niederembt – L 213 – nicht befahrbar – Etzweiler (neu) – K 30 in Angelsdorf |
| K 39  | – K 16 – Sindorf – K 39n – L 122 |
| K 39n | K 19 – L 277 – K 39 in Sindorf |
| K 40  | L 91 – L 361 in Königsdorf |
| K 41  | L 361 – Paffendorf – K 19 – K 43 – – – K 42 – K 33 in Grouven |
| K 42  | K 30 in Elsdorf – K 41 – – Zieverich – K 19 – L 361 in Bergheim |
| K 43  | K 30 in Elsdorf – Desdorf – K 41 |
| K 44  | L 163 in Liblar – Blessem – (Abzweig zur L 162 in Konradsheim) – (Abzweig zur L 263 in Lechenich) – L 163 – Liblar – K 45                                                                                            |
| K 45  | in Köttingen – Liblar – K 44 – L 163 in Bliesheim |
| K 46  | L 163 in Kierdorf – L 162 in Dirmerzheim |
| K 50  | L 162 in Gymnich – Balkhausen – L 163 – L 103 in Knapsack |
| K 54  | K 55 in Blatzheim – Kreisgrenze – (K 54 im Kreis Düren) |
| K 55  | – Blatzheim – K 54 – Bergerhausen – K 17 – Langenich – L 162 in Kerpen |
| K 60  | L 31 in Keldenich – Kreisgrenze – (K 60 im Rhein-Sieg-Kreis) |
| K 70  | Tagebau Hambach – Peringsmaar (Fahrradstraße „Speedway :terra nova“) |

## Quelle
- Landesvermessungsamt Nordrhein-Westfalen, Kreiskarte Nr. 43: Rhein-Erft-Kreis, Stadt Köln